# Pseudocnus dubiosus
Pseudocnus dubiosus är en sjögurkeart. Pseudocnus dubiosus ingår i släktet Pseudocnus och familjen korvsjögurkor. Inga underarter finns listade i Catalogue of Life.